# Цизин, Григорий Ильич
Григорий Ильич Цизин (род. 31 марта 1957 года) — учёный-химик-аналитик, лауреат премии имени В. А. Коптюга Российской академии наук, заслуженный сотрудник МГУ им. М. В. Ломоносова.

## Биография
Григорий Ильич Цизин родился 31 марта 1957 года в Москве. В 1973 году окончил математическую школу номер 7 города Москвы, занимался в математическом кружке Главного здания МГУ. После окончания школы поступил на Химический факультет МГУ.
На 2 курсе пришел на кафедру аналитической химии, где под руководством Е. К. Ивановой и сотрудников Института Океанологии РАН выполнил курсовую работу, связанную с определением марганца в морской воде.
На старших курсах Г. И. Цизин подготовил дипломную работу под руководством Т. Н. Шеховцовой. В это же время познакомился с Ю. А. Золотовым, который пригласил его на работу в Институт ГЕОХИ РАН в лабораторию концентрирования на должность стажера-исследователя. В ГЕОХИ РАН Г. И. Цизин проработал 11 лет, там же защитил кандидатскую диссертацию в 1986 году.
В 1990 году Цизин Г. И. вернулся на кафедру аналитической химии химического факультета МГУ, где подготовил и в 2000 году защитил докторскую диссертацию на тему «Динамическое сорбционное концентрирование микроэлементов в неорганическом анализе».

## Научная деятельность
Научная деятельность Г. И. Цизина разнообразна и связана, в первую очередь, с разработкой систем динамического сорбционного концентрирования веществ для целей химического анализа.
В 80-90-х годах Г. И. Цизин изучал взаимное влияние элементов при соосаждении с неорганическими осадками.
Занимался разработкой эффективных органополимерных сорбентовдля динамического концентрирования элементов и некоторых токсичных органических веществ, а также высокочувствительных проточных сорбционно-спектроскопических и сорбционно-ВЭЖХ методов анализа вод, почв и пищевых продуктов. За цикл исследований «Разработка общей методологии контроля химического состава объектов окружающей среды и создание комплекса высокочувствительных методов анализа воды» Григорий Ильич был удостоен премии РАН имени В. А. Коптюга.
Важным достижением работы Г. И. Цизина является разработанный им способ концентрирования веществ в динамических условиях в виде неравновесных форм. Так, этот способ обеспечивает, например, быстрое концентрирование металлов платиновой группы из растворов сложного состава (полученных после разложения руд и горных пород).
Г. И. Цизин предложил использовать воду в субкритическом состоянии в схемах сорбционно-ВЭЖХ анализа вод, а также оригинальные процедуры концентрирования элементов внутри тигельных электротермических атомизаторов. Предложен оригинальный способ концентрирования и разделения гидрофильных фосфорсодержащих веществ на пористом графитированном углероде.
Г. И. Цизин возглавляет научную группу лаборатории концентрирования кафедры аналитической химии МГУ, где совместно со М. А. Статкусом занимается исследованием различных аспектов динамического сорбционного концентрирования веществ. Развиты теоретические основы таких методов, сформулированы критерии эффективности динамических сорбционных систем. Совместно с российскими фирмами предложено новое оборудование для проточного сорбционно-спектроскопического и сорбционно-ВЭЖХ определения веществ в растворах.
Григорий Ильич Цизин является автором 2 монографий, более 250 научных статей, 8 патентов.
С 1995 является членом Научного Совета РАН по аналитической химии, в последние 10 лет — заместителем председателя этого Совета, руководителем его Центрального отделения, соруководителем комиссии по методам разделения и концентрирования. Является членом редколлегии Журнала аналитической химии.

## Педагогическая деятельность
В настоящее время Григорий Ильич читает лекции по современным методам химического анализа для магистров Бакинского филиала МГУ. Руководит выполнением курсовых, дипломных и аспирантских работ. Под руководством Г. И. Цизина подготовлены и защищены 12 диссертационных работ.

## Награды
- Премия «МАИК/Интерпериодика» за лучшую публикацию (2002)

- Премия имени В. А. Коптюга Российской академии наук (2014 г.)

- Диплом заслуженного научного сотрудника МГУ (2018 г.)

## Семья
Григорий Ильич женат, является отцом четверых детей

## Увлечения
Цизин Г. И. со школьных лет является большим любителем туристических походов. С 9 класса увлекся горным туризмом, окончил школу инструкторов горного туризма. Позднее стал заниматься байдарочным спортом, путешествовал по многочисленным рекам Подмосковья, Карелии, Архангельской обл., Приполярного Урала, Кавказа и др. регионов.